# Ingrid Scheffer
Pour les articles homonymes, voir Scheffer.
Ingrid Scheffer, née le 21 décembre 1958 à Melbourne est une neuropédiatre australienne spécialisée dans la recherche en épileptologie.

## Biographie
Ingrid Scheffer effectue ses études secondaires au Methodist Ladies' College (en) jusqu'en 1976. Elle obtient un Bachelor of Medicine, puis un Bachelor of Surgery en 1983 à l'université Monash. En 1998, elle achève un doctorat de neurologie à l'université de Melbourne.
Elle dirige ses recherches au Florey Institute of Neuroscience and Mental Health (en). Elle fait plusieurs avancées majeures dans la recherche sur l'épilepsie, en trouvant notamment les gènes liés à cette affection neurologique.

## Récompenses
- 2012 : Prix L'Oréal - UNESCO : « Pour les Femmes et la Science », pour avoir identifié des gènes impliqués dans certaines formes d'épilepsie[3].
- 2014 : Prime Minister's Prizes for Science (en), avec Samuel Berkovic (en), « for their contribution to the study of epilepsy, its diagnosis, management and treatment ».

## Sélection de publications
- Berg, Anne T., et al. "Revised terminology and concepts for organization of seizures and epilepsies: report of the ILAE Commission on Classification and Terminology, 2005–2009." Epilepsia 51.4 (2010): 676-685.
- Steinlein, Ortrud K., et al. "A missense mutation in the neuronal nicotinic acetylcholine receptor α4 subunit is associated with autosomal dominant nocturnal frontal lobe epilepsy." Nature genetics 11.2 (1995): 201-203.
- Wallace, Robyn H., et al. "Febrile seizures and generalized epilepsy associated with a mutation in the Na+-channel ß1 subunit gene SCN1B." Nature genetics 19.4 (1998): 366-370.
- Gleeson, Joseph G., et al. "Doublecortin, a brain-specific gene mutated in human X-linked lissencephaly and double cortex syndrome, encodes a putative signaling protein." Cell 92.1 (1998): 63-72.
- Scheffer, Ingrid E., and Samuel F. Berkovic. "Generalized epilepsy with febrile seizures plus. A genetic disorder with heterogeneous clinical phenotypes." Brain 120.3 (1997): 479-490.
- Wallace, Robyn H., et al. "Mutant GABAA receptor γ2-subunit in childhood absence epilepsy and febrile seizures." Nature genetics 28.1 (2001): 49-52.
- Fox, Jeremy W., et al. "Mutations in filamin 1 prevent migration of cerebral cortical neurons in human periventricular heterotopia." Neuron 21.6 (1998): 1315-1325.
- Scheffer, Ingrid E., et al. "Autosomal dominant nocturnal frontal lobe epilepsy." Brain 118.1 (1995): 61-73.
- Harkin, Louise A., et al. "Truncation of the GABA A-receptor γ2 subunit in a family with generalized epilepsy with febrile seizures plus." The American Journal of Human Genetics 70.2 (2002): 530-536.
- Singh, Rita, et al. "Generalized epilepsy with febrile seizures plus: a common childhood‐onset genetic epilepsy syndrome." Annals of neurology 45.1 (1999): 75-81.